# Roamy Alonso

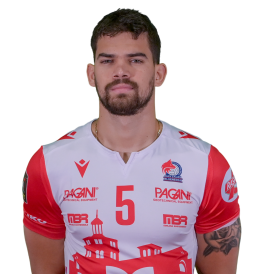
Roamy Alonso zawodnikiem Gas Sales Bluenergy Piacenza w latach 2022-2024

Roamy Raul Alonso Arce (ur. 24 lipca 1997 w Matanzas) – kubański siatkarz, reprezentant kraju, grający na pozycji środkowego. 

## Sukcesy klubowe
Liga francuska:
- 2021

Superpuchar Francji:
- 2021

Puchar Francji:
- 2022

Puchar Włoch:
- 2023[2]

Liga włoska:
- 2023[3]

## Sukcesy reprezentacyjne
Puchar Panamerykański U-23:
- 2018
- 2016

Mistrzostw Ameryki Północnej, Środkowej i Karaibów Juniorów:
- 2016

Puchar Panamerykański Juniorów:
- 2017

Mistrzostwa Świata Juniorów:
- 2017

Mistrzostwa Świata U-23:
- 2017

Puchar Panamerykański:
- 2019[4][5], 2022[6]
- 2018

Igrzyska Panamerykańskie:
- 2019

Mistrzostw Ameryki Północnej, Środkowej i Karaibów:
- 2019
- 2023[7]

## Nagrody indywidualne
- 2016: Najlepszy środkowy Mistrzostw Ameryki Północnej, Środkowej i Karaibów Juniorów
- 2018: MVP Pucharu Panamerykańskiego U-23
- 2018: Najlepszy środkowy Pucharu Panamerykańskiego
- 2019: Najlepszy środkowy Igrzysk Panamerykańskich
- 2019: Najlepszy środkowy Pucharu Panamerykańskiego
- 2019: Najlepszy środkowy Mistrzostw Ameryki Północnej, Środkowej i Karaibów